# 森聖矢
森 聖矢（もり せいや、1990年12月24日 - ）は、日本の俳優。元キャロット所属。

## 出演

### テレビ
- ガキバラ帝国2000!（2000年、TBS）
- ターニングポイント（2000年、テレビ朝日）
- 幸福の明日（2000年、東海テレビ）
- フレーフレー人生!（2001年、日本テレビ）
- ザ・ジャッジ! 〜得する法律ファイル（2002年、フジテレビ）
- スーパーテレビ情報最前線「妹よ」（2004年、日本テレビ）
- 救命病棟24時・第1話（2005年、フジテレビ） - 瀬川りゅうじ 役
- 大河ドラマ「義経」（2005年、NHK） - 平知盛 役
- 土曜ドラマ「フルスイング」（2008年、NHK） - 中村宗正 役
- 金曜プレステージ「鯨とメダカ」（2008年5月9日、フジテレビ） - 若き剣士 役
- 大河ドラマ「おんな城主 直虎」（2017年、NHK）
- 相棒（2019年） - 長嶋智博

### 映画
- 自殺サークル （2001年）
- 身障犬ギブのおくりもの（2001年、教育映画）
- グリーン・ビューティーの自転車の交通安全教育（2002年、教育映画）
- JamFilms「ファスナー」（2003年）
- カナリヤ（2004年） - 文也 役
- 星になった少年（2005年）- 哲夢の同級生 役

### CM
- タカラ「メタビー」（2000年）
- P&G「インプレス」（2000年2月 - 2001年8月）
- 三菱電機企業広告（2001年1月4日 - 2クール）
- マイクロソフト「MSN」（2001年1月15日 - 3月15日）
- グリコアイスクリーム（2001年4月 - 9月）
- エバラ「焼き肉のタレ」（2001年5月 - 1クール）
- 集英社「週刊少年ジャンプ」（2002年）
- ハウス食品「レトルトキャンペーン」（2002年7月1日 - クール）
- 月星「勝つためのスーパースター」篇（2002年8月下旬 - 1クール）
- 明光義塾（2005年12月1日 - 2006年11月30日）
- デンソー（2005年12月1日 - 4クール）
- 味の素「お中元・お歳暮」（2007年6月1日 - 2007年12月）

### PV
- P.I.MONSTER「Shout!」（2001年）
- 光永亮太「いつか君が」（2003年）
- MONKEY MAJIK＋SEAMO「卒業、そして未来へ」（2007年）

### スチール
- 学研「6年の科学」（2002年6月・8月・9月・2003年3月号、雑誌）
- 小田急百貨店「卒業用フォーマルウェア」（2003年、パンフレット）

### ラジオ
- 青春アドベンチャー「小指の思ひ出」（2002年、NHK-FM放送） - トウジ 役
- 青春アドベンチャー「DIVE!」（2003年、NHK-FM放送）